# RegioSprinter
A RegioSprinter egy német dízel meghajtású motorkocsi típus. A futurisztikus külsejű vonatok, mozdonyok 2000 körül kezdtek jelentősen fejlődni, de ezt a típust már 1995-ben kifejlesztették. 1999-ben fejezték be a gyártását, de a síneken még ma is találni. A Dürener Kreisbahn fejlesztette ki és vezettette le a gyártást. 1999-ben azonban felmondott és nem volt aki folytassa a gyártást, valamint a tervezést. A fékek elektromágneses sínfékek. 74 ülés, valamint 84 férőhely helyezkedett el benne. Maximális sebessége 120 km/h.

## Üzemeltetők

### Rurtalbahn
1995-ben 18 RegioSprintert vettek, amelyek az uerdingeni gyártású vonatok helyére léptek. Ma a következő járatokon közlekednek:
- Déli Rurtalbahn: Düren – Heimbach
- Északi Rurtalbahn: Düren – Jülich – Linnich
- Börde railway: Düren – Zülpich – Euskirchen
- RB 39 út (Schwalm-Nette-Bahn) Mönchengladbach Hbf és Dalheim között.

### Vogtlandbahn
1996-tól a Vogtlandbahn cég 18 db ilyen járművet vásárolt a Zwickautól Adolfba, illetve a Reichembach im Vogttól Klingelthalba tartó járatukhoz.

### Nærumbanen (Dánia)
1999-ben a Nærumbanen vállalat RegioSprinter vonatokat vásárolt amelyek a Nærum és Jægersborg közötti járaton közlekednek.